# Josef Frank

För den tyske läkaren Joseph Frank (1771–1842), se Joseph Frank.  

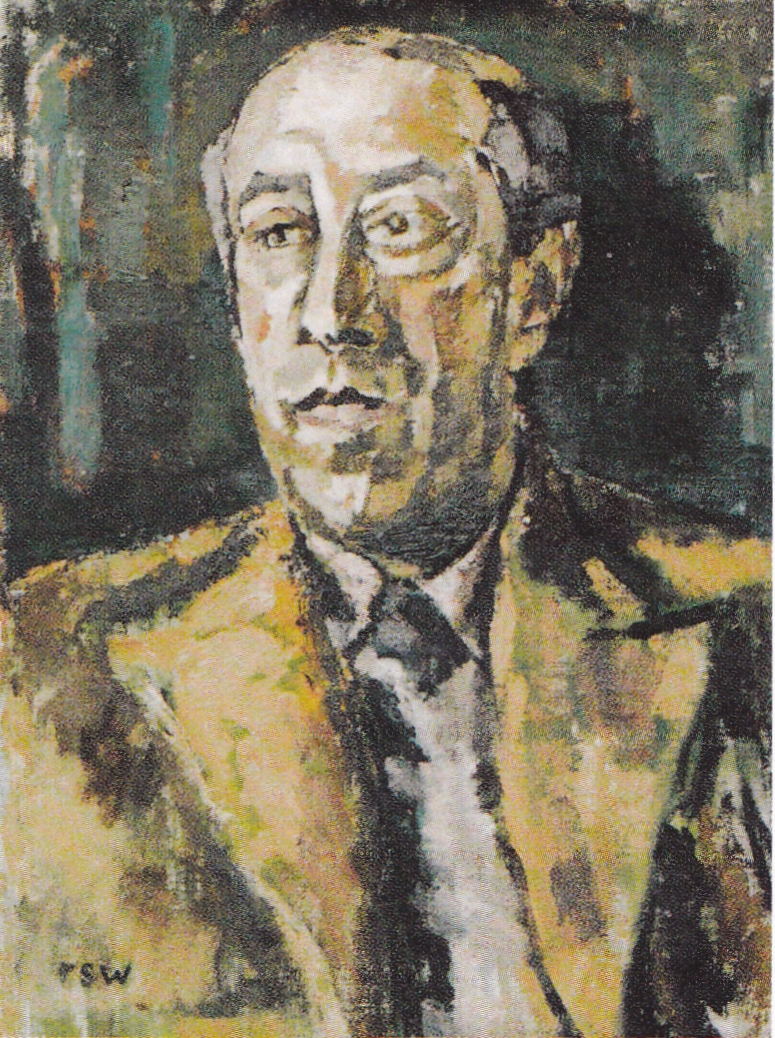
Porträtt av Josef Frank av Trude Waehner, 1934

Josef Frank (fil), född 15 juli 1885 i Baden nära Wien i Österrike, död 8 januari 1967 i Oscars församling, Stockholm, var en österrikisk-svensk arkitekt och formgivare. Han var en av funktionalismens pionjärer.

## Biografi
Josef Frank växte upp i Wien i en judisk familj, med en far som var textilhandlare och en mor som var konstnär och bland annat gjorde textila mönster. Han utbildade sig till arkitekt vid Tekniska Högskolan i Wien till 1908, praktiserade därefter i Berlin 1908–09 hos Bruno Möhring samtidigt som Sigurd Lewerentz också gjorde praktik där. Efter praktiken etablerade han sig  som arkitekt i Wien. Han disputerade 1910 på en avhandling om den florentinske arkitekten Leon Battista Albertis kyrkobyggnader. Han formgav också möbler och textilier för den egna firman Haus & Garten och hade bland annat uppdrag att inreda Esther Strömbergs ”Die Schwedische Turnschule”, en gymnastikundervisning i Wien. I samband med detta träffade han Anna Sebenius. De gifte sig borgerligt i Köln och vigdes av Konrad Adenauer.
Bland hans tidiga verk räknas arbetarbostadsområdet i Ortmann, Pernitz 1919–21. År 1927 var han representerad på utställningen Weissenhofsiedlung i Stuttgart och 1932 var han konstnärligt ansvarig och initiativttagare för bostadsutställningen Werkbundsiedlung i Wien.
Kring 1910 började han gestalta möbler och textilier till sina egna inredningar. Han kom i kontakt med Svenskt Tenns grundare Estrid Ericson i slutet av 1920-talet. Tillsammans med arkitekten Oscar Wlach hade han på Parisutställningen 1925 visat stol modell 2025. Sitsen är i rotting och ryggen av bambupinnar. År 1933 tvingades han i landsflykt och kom till Stockholm. Därefter arbetade han främst med möbel- och inredningsdesign och utförde möbler, tapetmönster och tygtryck för Svenskt Tenn i Stockholm. Bland Franks verk räknas även Villa Beer i Wien. Han är representerad på Nationalmuseum i Stockholm och Röhsska museet i Göteborg.
På 1950-talet, vid 68 års ålder, började Josef Frank ägna sig åt att måla akvareller. Han målade bland annat akvareller på somrarna 1953–63 i Dieulefit i Provence i Frankrike tillsammans med sin tidigare elev från Kunstgewerbeschule i Wien, den österrikiska konstnären Trude Waehner. Akvarellerna såldes eller skänktes bort av Frank endast undantagsvis och visades för publik för första gången 2016 på Millesgården i Lidingö.
Efter Anna Franks död 1957 levde Josef Frank ihop med Dagmar Grill, som var kusin till Anna.
År 2010 invigdes Josef Franks plats på Rindögatan på Gärdet i Stockholm, nära platsen där han bodde. På platsen står Stol 2025, två Josef Frankstolar i brons. Idag utgör denna stolsmodell en hörnsten i Svenskt Tenns sortiment.
| ”             | Det är inte nödvändigt att man har det vackert omkring sig. Det är inte ens viktigt. Det viktiga är bara att man har det skönt och att man har saker omkring sig som man tycker om och som passar ihop med en själv. Man behöver stå i ett personligt förhållande till sitt hem. | „ |
| – Josef Frank | |   |

## Frank-villorna i Falsterbo
Anna och Josef Frank tillbringade flera somrar i Falsterbo. År 1924 fick han i uppdrag att rita Villa Claëson i Falsterbo för Annas syster och svåger Signhild och Axel Claëson. Han ritade sammanlagt fem villor i Falsterbo mellan 1927 och 1936. Villorna brukar kallas Sverige första funkishus.
- Villa Claëson 1927, Bernt Lüdkes väg 10
- Villa Carlsten 1927, Fyrvägen 26[16]
- Villa Seth 1934, Fyrvägen 13
- Villa Låftman 1934, Fyrvägen 15
- Villa Wehtje 1936, Kung Olofs väg 1

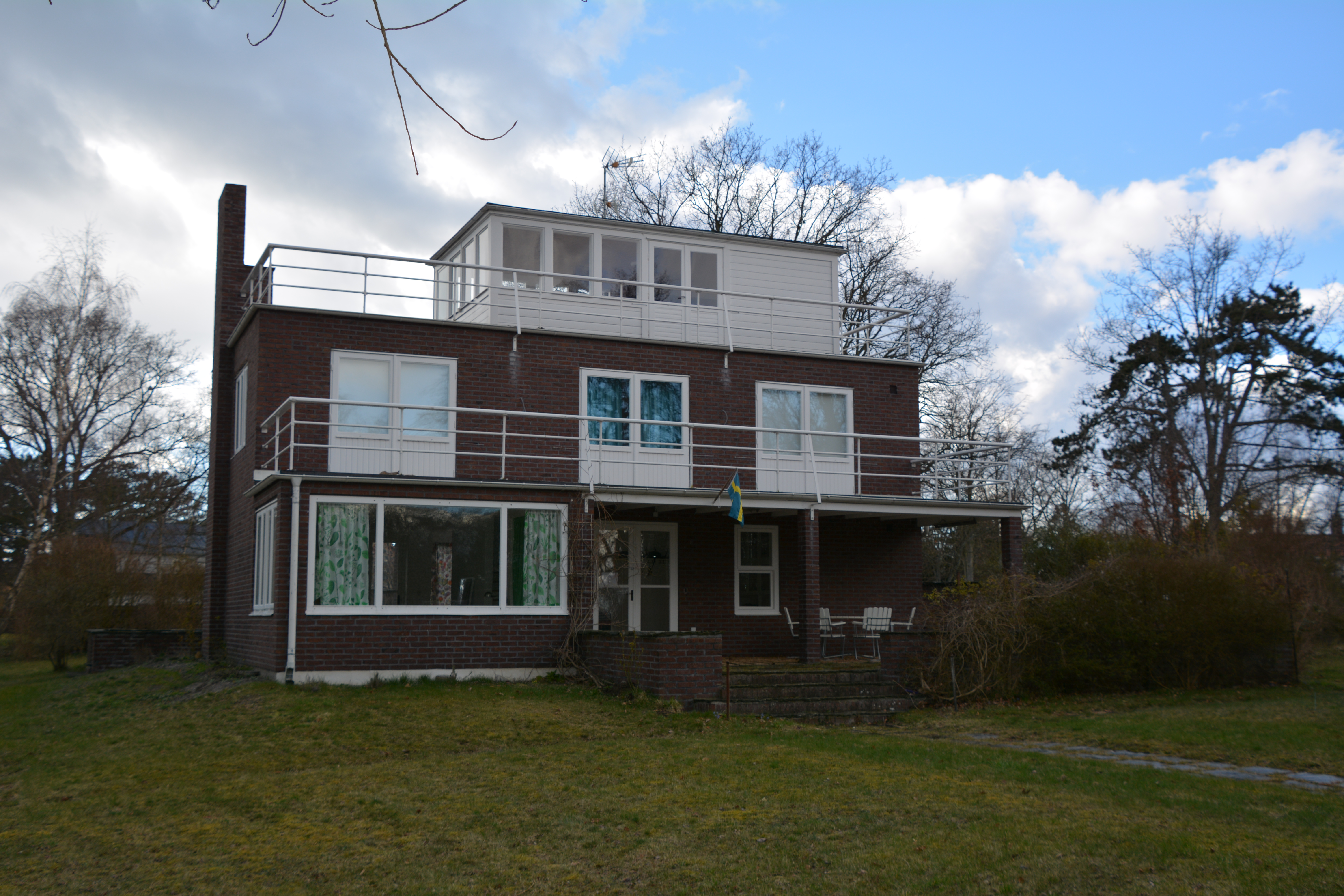
Villa Claëson
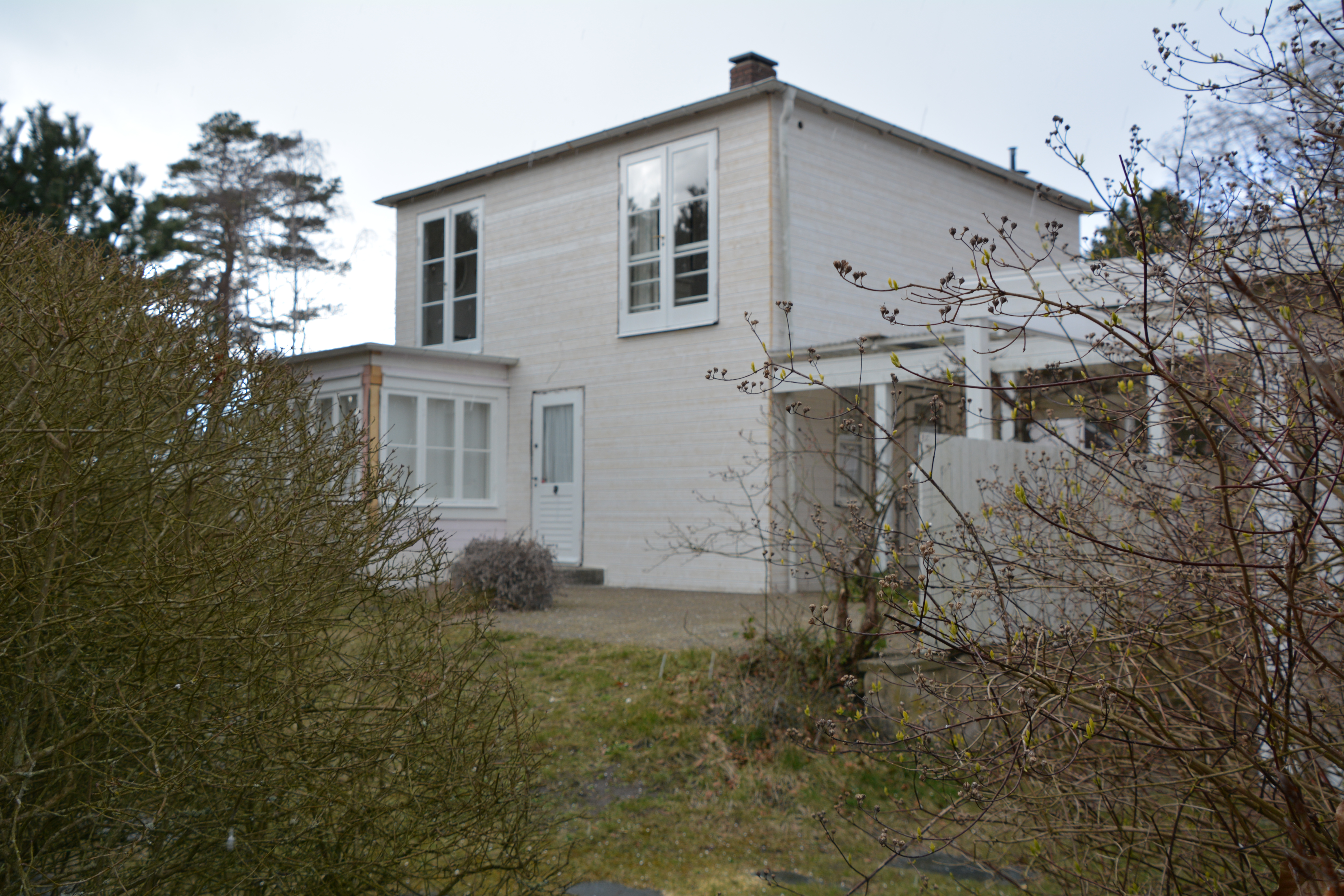
Villa Carlsten
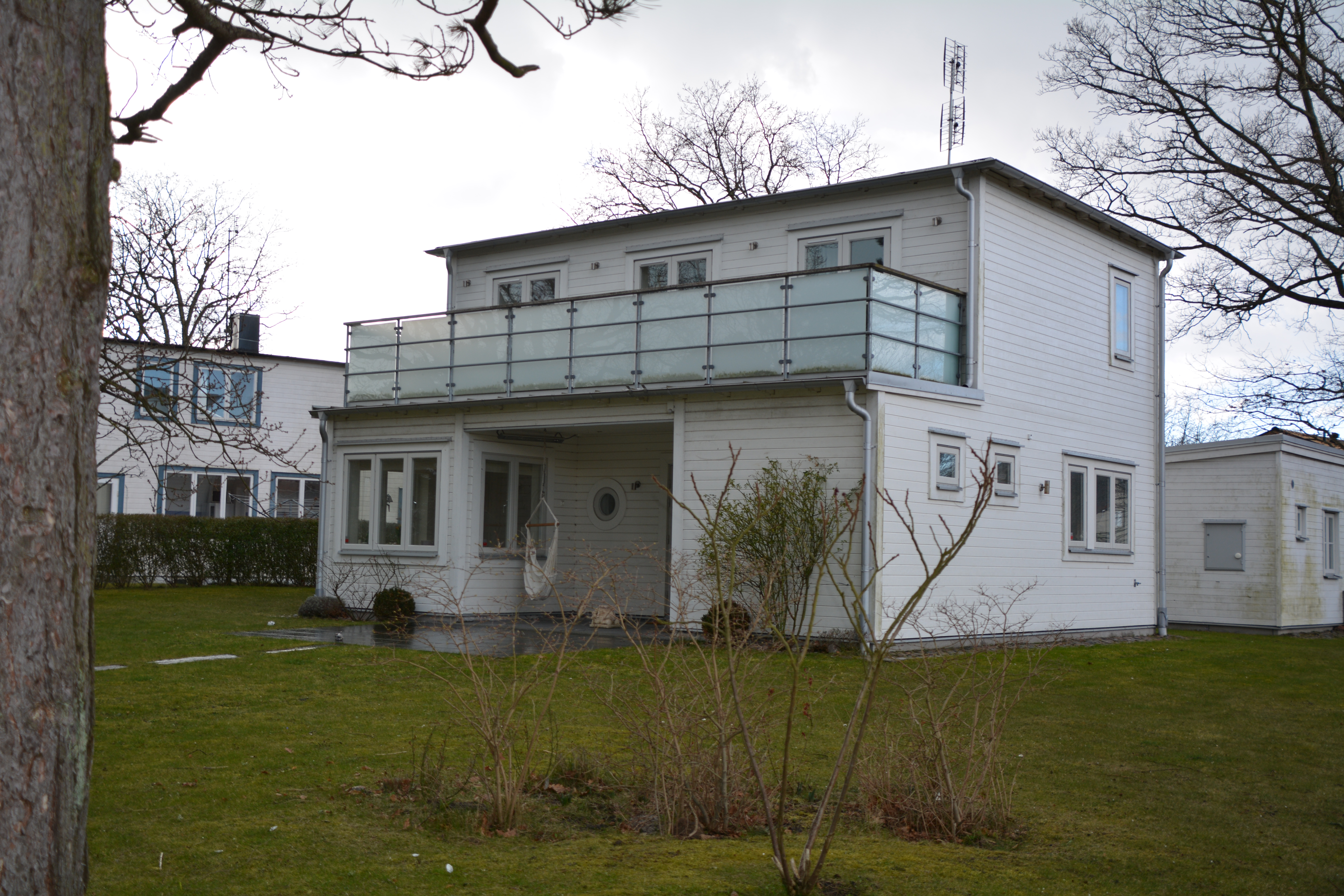
Villa Seth
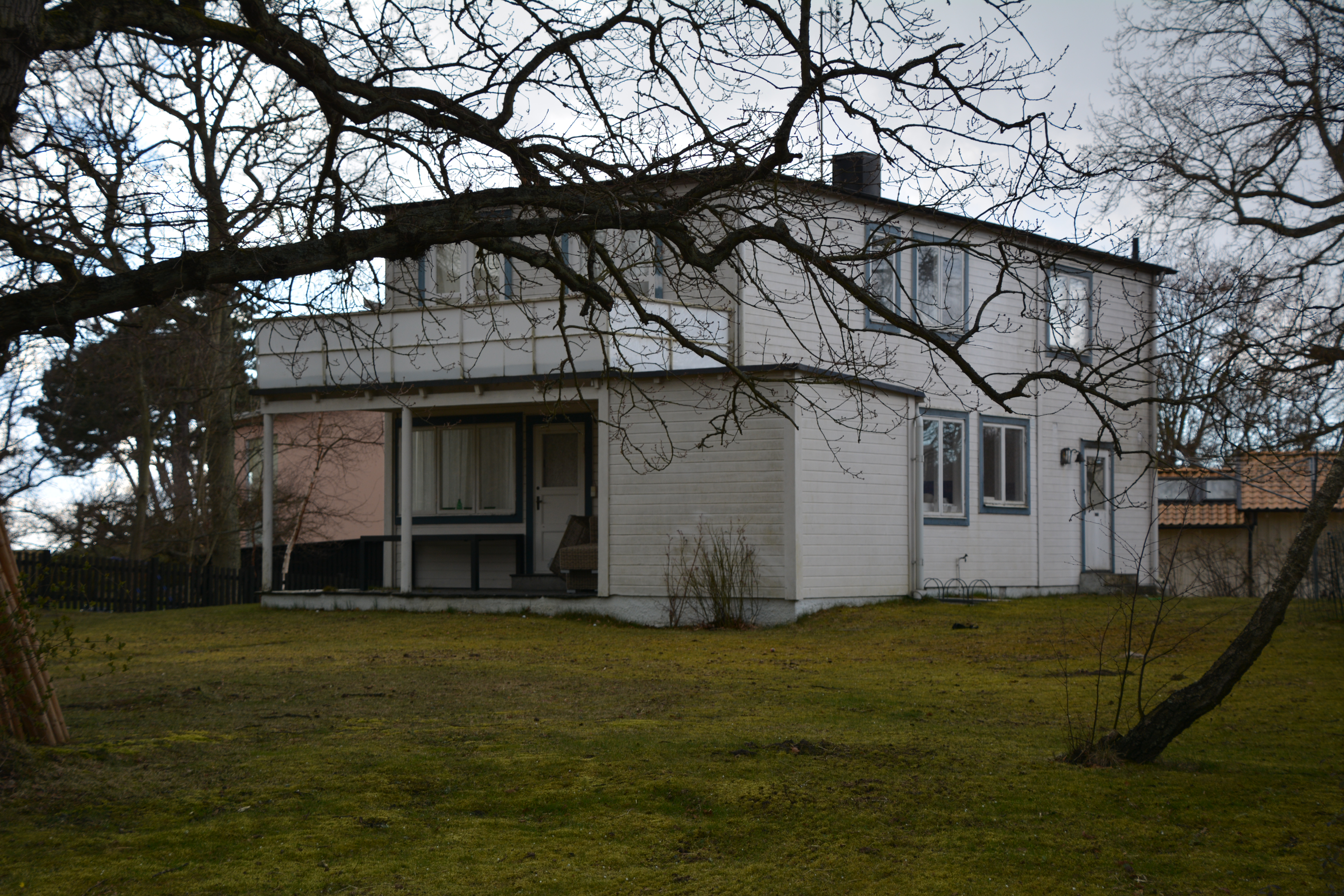
Villa Låftman
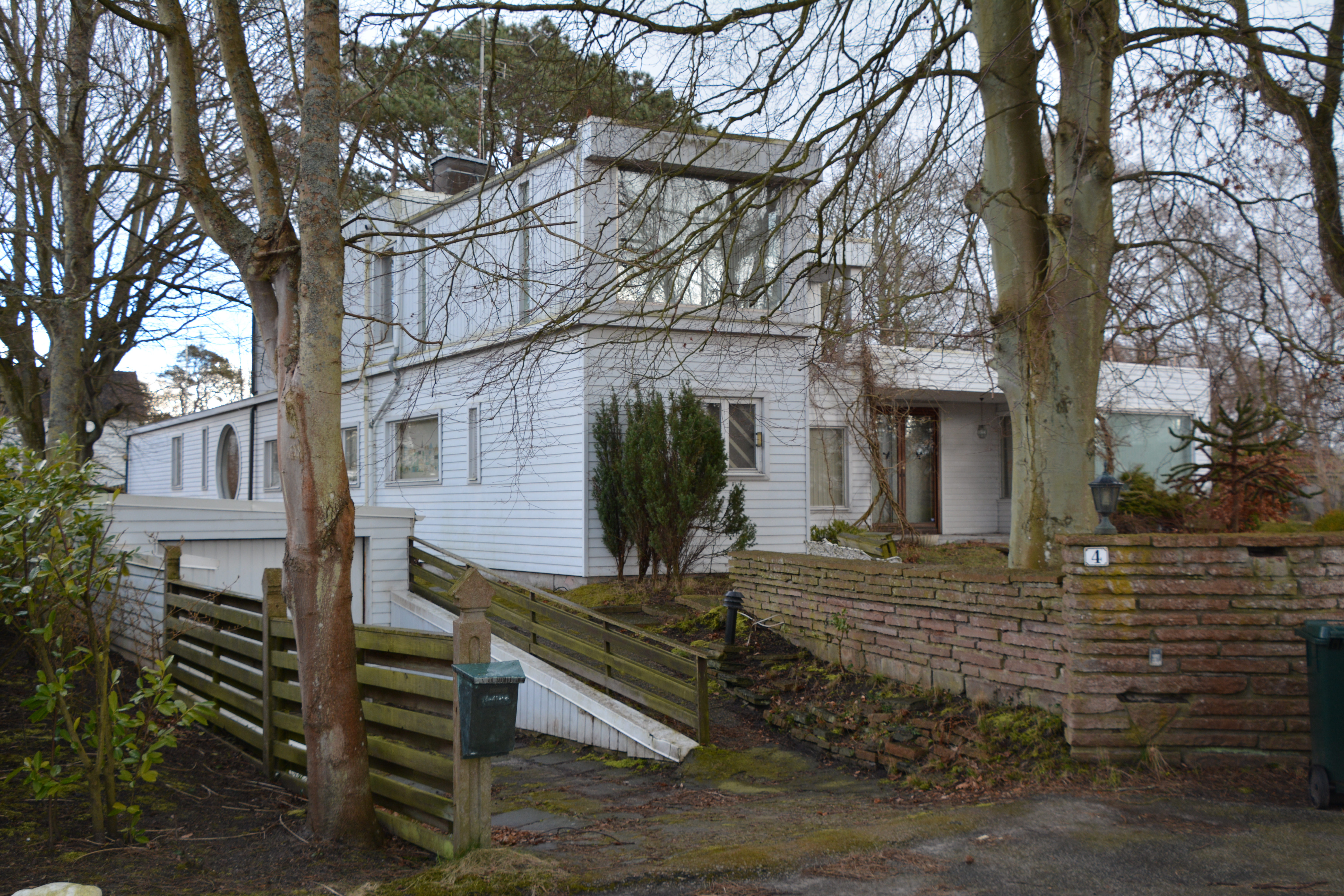
Villa Wehtje

## Verk i urval
- Inredning för Östasiatiska museet, 1912, Köln
- Villa Scholl (eller Haus Scholl), 1913-14, Wilbrandtgasse 3, 19. Bezirk, Wien
- Arbetarbostadsområde i Ortmann, Pernitz, Österrike
- Villa Beer[17] (eller Haus Beer), 1929-30, Wenzgasse 12, 13. Bezirk, Wien
- Villa Bunzl (eller Haus Bunzl), 1934-36, Chimanistrasse 18, 19. Bezirk, Wien

## Bildgalleri

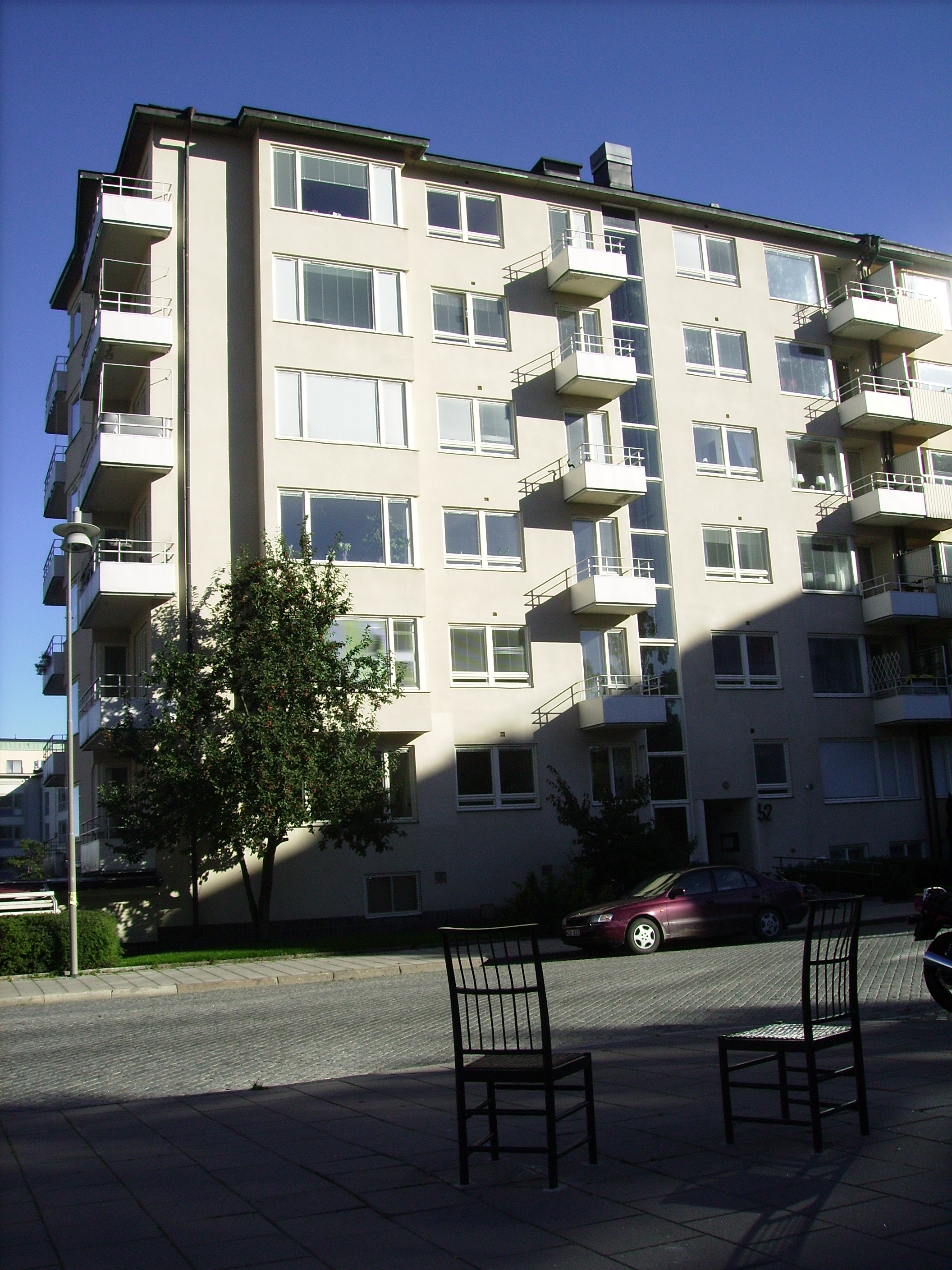
Bronsstolar på Josef Franks plats utanför hans bostad på Rindögatan 52 i Stockholm.
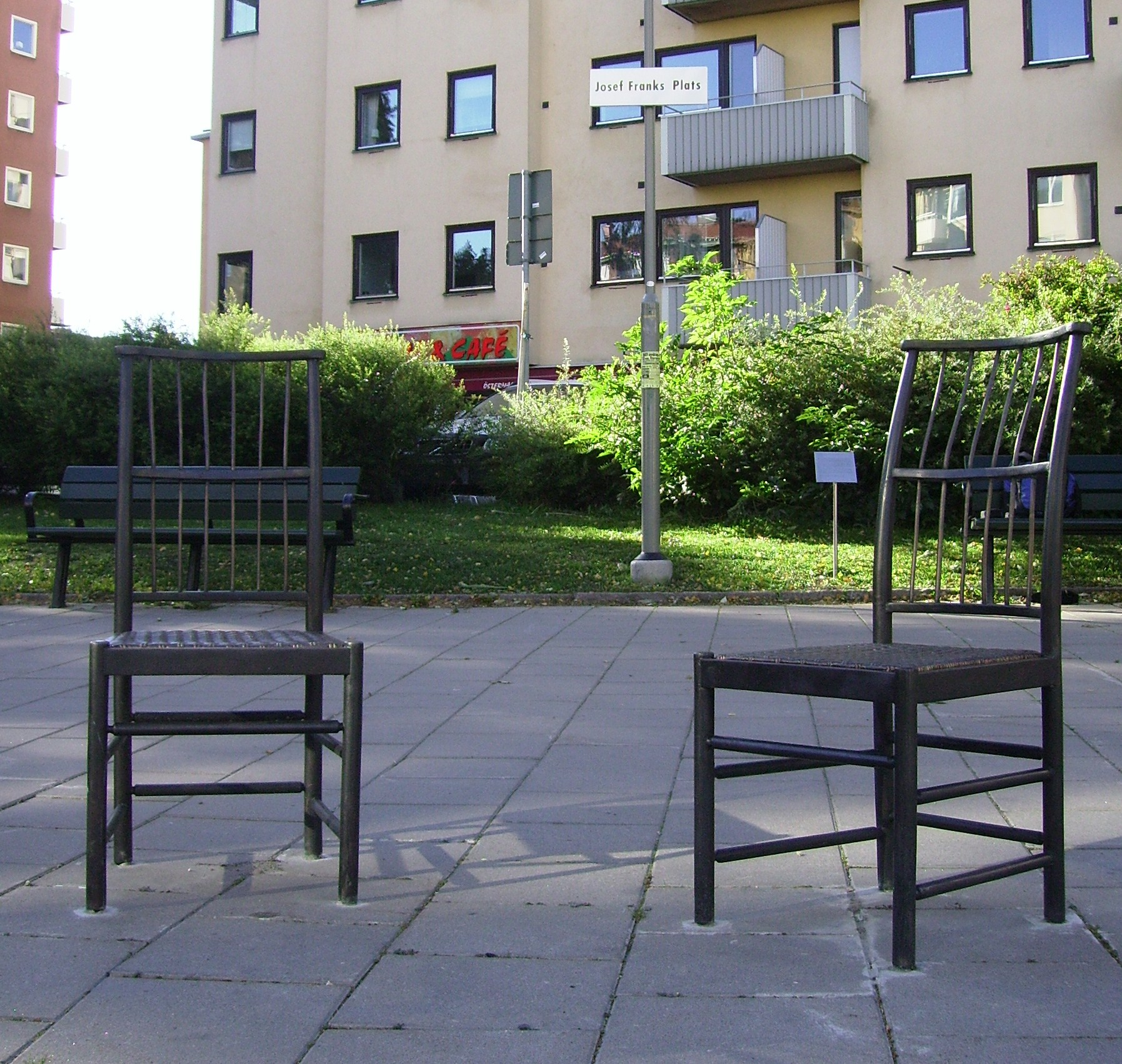
År 2010 donerade Kjell och Märta Beijers stiftelse konstverket Stol 2025 (inventarienummer 364).
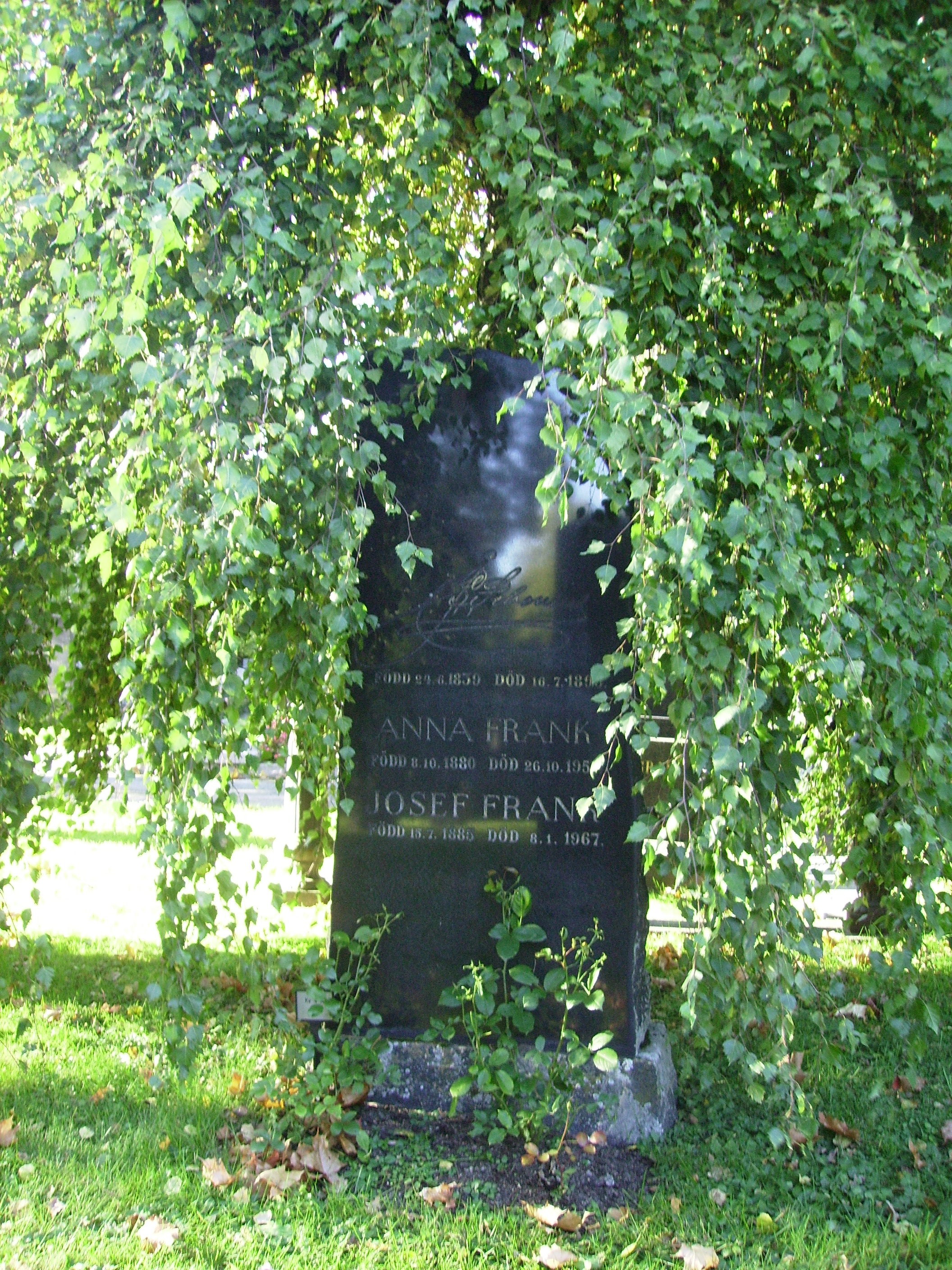
Josef och Anna Franks gravvård på Norra begravningsplatsen i Solna kommun.
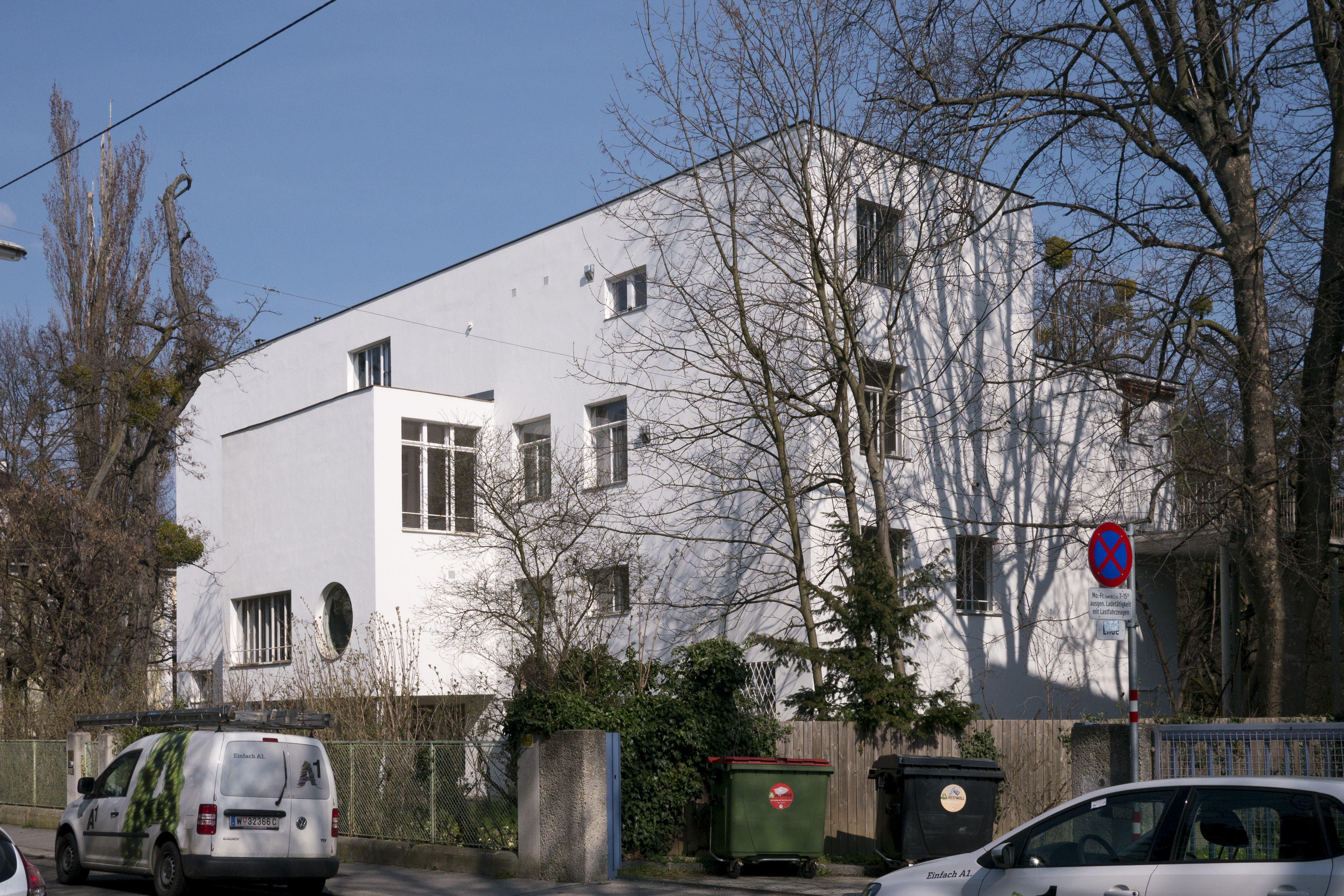
Villa Beer 1929-30, Wien 13